# خالد ملص
خالد ملص (Khaled Malas) (مواليد 1981) هو معماري سوري ومؤرخ لتاريخ الفن. وهو أيضا عضو مؤسس في تجمّع «سجلّ» الفني إلى جانب المعماري سليم القاضي، والفنانين ألفريد طرزي وجنى طرابلسي. كما أن ملص عضو في الجمعية العامة للمؤسسة العربية للصورة
درس ملص الهندسة المعمارية في الجامعة الأمريكية في بيروت وفي جامعة كورنيل. وهو مرشح لنيل شهادة الدكتوراة في تاريخ الفن الإسلامي من معهد الفنون الجميلة في جامعة نيويورك. قبل انضمامه إلى المعهد، كان مهندساً معمارياً في [[OMA]] وهيرتسوغ ودي مورون حيث عمل على مشاريع ثقافية حول العالم.
عُرضت أعماله في البندقية، وأوسلو، Annandale-on-Hudson, وبيروت ودبي، ومراكش. وقد قام بالتدريس في جامعة كولومبيا في كلية الدراسات العليا للهندسة المعمارية والتخطيط والحفاظ عليها (GSAPP)، وفي المركز العالمي/Studio-X في عمان حيث قاد الحلقة الدراسية التي تركز على قصير عمرة 

## من أعمال سجلّ
- تنقيب السماء، 14 معرض العمارة الدولي الرابع عشر في البندقية بعنوان "Fundamentals". بادارة ريم كولهاس، 2014 [15][16]
- القدرة الكهربائية في سوريا،  بينالي مراكش الدولي السادس: «لا جديد الآن». بتقييم ريم فضة، 2016 [4][17][18]
- النصب اليومية، معرض arkitekturtriennale أوسلو السادس "After Belonging" بتقييم After Belonging", 2016
- الثورة مرآة، الخرسانة (السركال أفينيو)، دبي: «سوريا: إلى النور». بتقييم منى الأتاسي، 2017.[19]

## جوائز وتكريمات
- 2015: منحة من آفاق (الصندوق العربي للثقافة والفن) في الفنون البصرية [20]
- 2016: جائزة  الخريجين الشباب في الهندسة المعمارية والتصميم من  كلية الهندسة والعمارة في الجامعة الأميركية في بيروت.[21]

## مطالعة إضافية
- Watenpaugh Heghnar Zeitlian, «التراث الثقافي» الربيع العربي«: الحرب على الثقافة، ثقافة الحرب وثقافة الحرب» المجلة الدولية العمارة الإسلامية 5 (2016): ص 245-63
- العربي الجديد - خالد ملص: بحثاً عن عمارة الناس [22]
- ويلسون-غولدي، كايلين «السحر العملي: يمكن أن الفن فرقا الأسد في سوريا؟,» Bookforum (أبريل/مايو 2017): ص 42-43
- طرابلسي، فواز «تنقيب السماء، حفر الأرض» دم الأخوين: العنف في الحروب الأهلية (بيروت: رياض الريس، 2017)، ص 207-227